# Eugenio Gret
Eugenio R. Gret (nascido em 1901 — data de morte desconhecido) foi um ciclista olímpico argentino. Gret representou sua nação em dois eventos nos Jogos Olímpicos de Verão de 1924, na capital francesa, Paris.